# GROM
El GROM (en polonès: Grupa Reagowania Operacyjno Manewrowego) (en català: Grup de Resposta Operativa i Maniobres) és una unitat militar de comandos de les Forces Especials de la República de Polònia. El Grom va ser oficialment establert el 13 d'agost de 1990, aquesta unitat va ser creada prenent com a model a les forces especials estatunidenques i britàniques. El Grom pot ser desplegat en operacions militars antiterroristes i pot realitzar missions darrere de les línies enemigues. El comandant actual de la unitat és el coronel Piotr Gąstał.

## Història
Durant els anys 70 i 80, hi havia diversos tipus d'instrucció militar en les unitats de forces especials de Polònia, però aquestes van ser posteriorment entrenades en tasques militars (sabotatge, interrupció de comunicacions, etcètera) o en accions contra el terrorisme, exclusivament. Després de la presa de l'ambaixada de Polònia a Berna, per part de militants de l'Exèrcit Revolucionari Polonès en 1982, el general Edwin Rozłubirski va proposar que una unitat militar clandestina fos creada, per enfrontar-se a les amenaces terroristes no convencionals. Aquesta proposta va ser inicialment rebutjada per l'Exèrcit polonès.
En 1989, el govern soviètic va permetre als ciutadans jueus, emigrar des de la Unió Soviètica cap a Israel. Per temor als extremistes islàmics que s'oposaven a qualsevol increment de la població jueva a Israel, alguns països d'Europa occidental van optar per no donar suport a la immigració de ciutadans jueus cap a Israel. Polònia va ser un dels països que van col·laborar i van ajudar a organitzar l'operació pont, en polonès: Operacja Most. Davant aquesta decisió, dos diplomàtics polonesos van ser assassinats a Beirut, sent enviat el tinent coronel Slawomir Petelicki al Líban, per supervisar el trasllat dels civils i dels diplomàtics polonesos.
A la seva tornada a Polònia, l'oficial va presentar un pla per a la creació d'una unitat militar especial del Ministeri de Defensa Polonès. La unitat hauria d'estar entrenada per dur a terme les operacions especials necessàries per defensar als ciutadans polonesos davant de qualsevol situació. Aquesta idea va ser ben rebuda i el 8 de juliol de 1990, el GROM va ser establert formalment, amb el nom de unitat JW2305. El 13 de setembre de 1990, Petelicki va esdevenir el primer comandant de la unitat (1990-1995).

## Cronologia

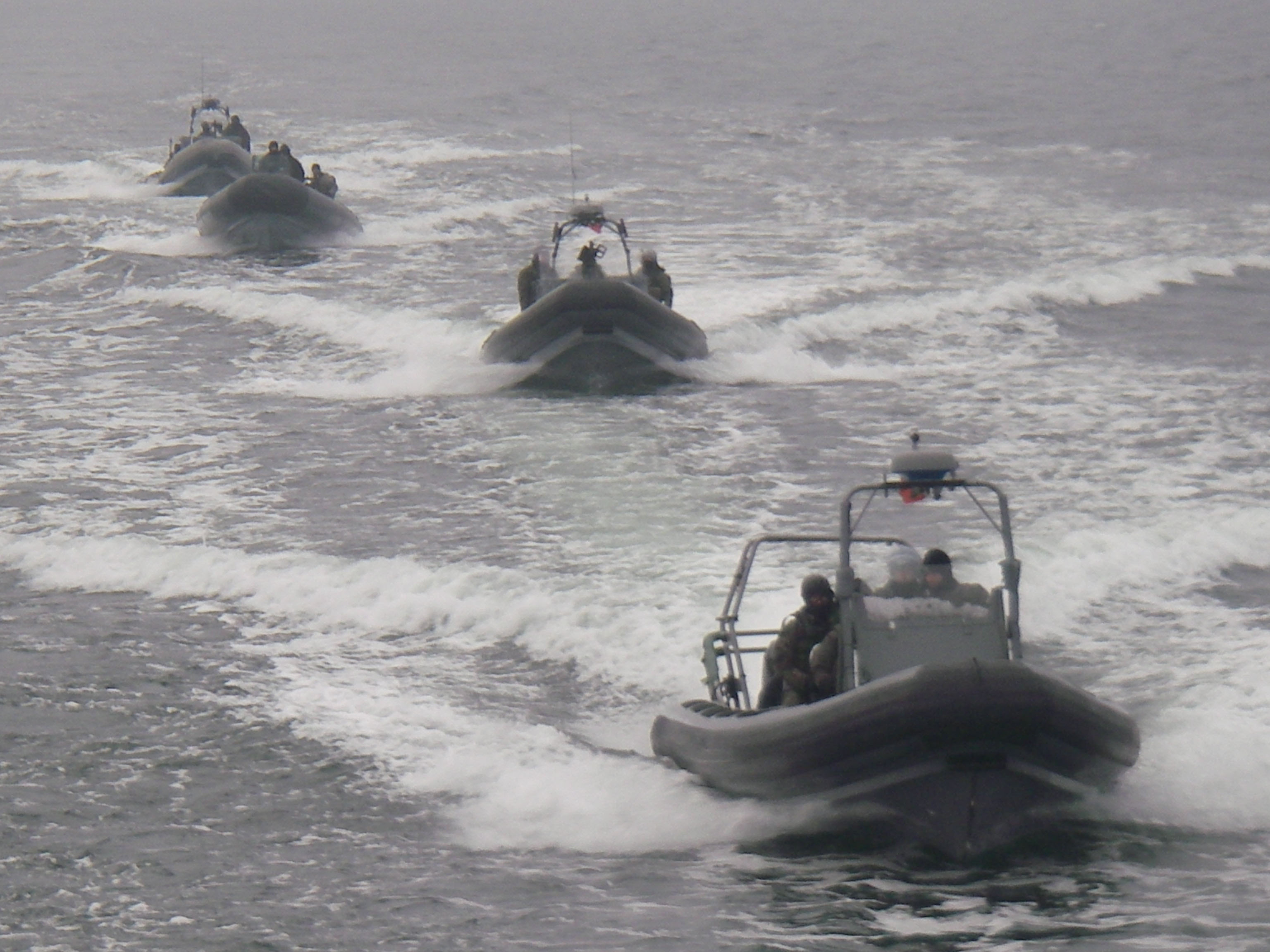
Equip polonès dels GROM al costat dels SEAL estatunidencs.

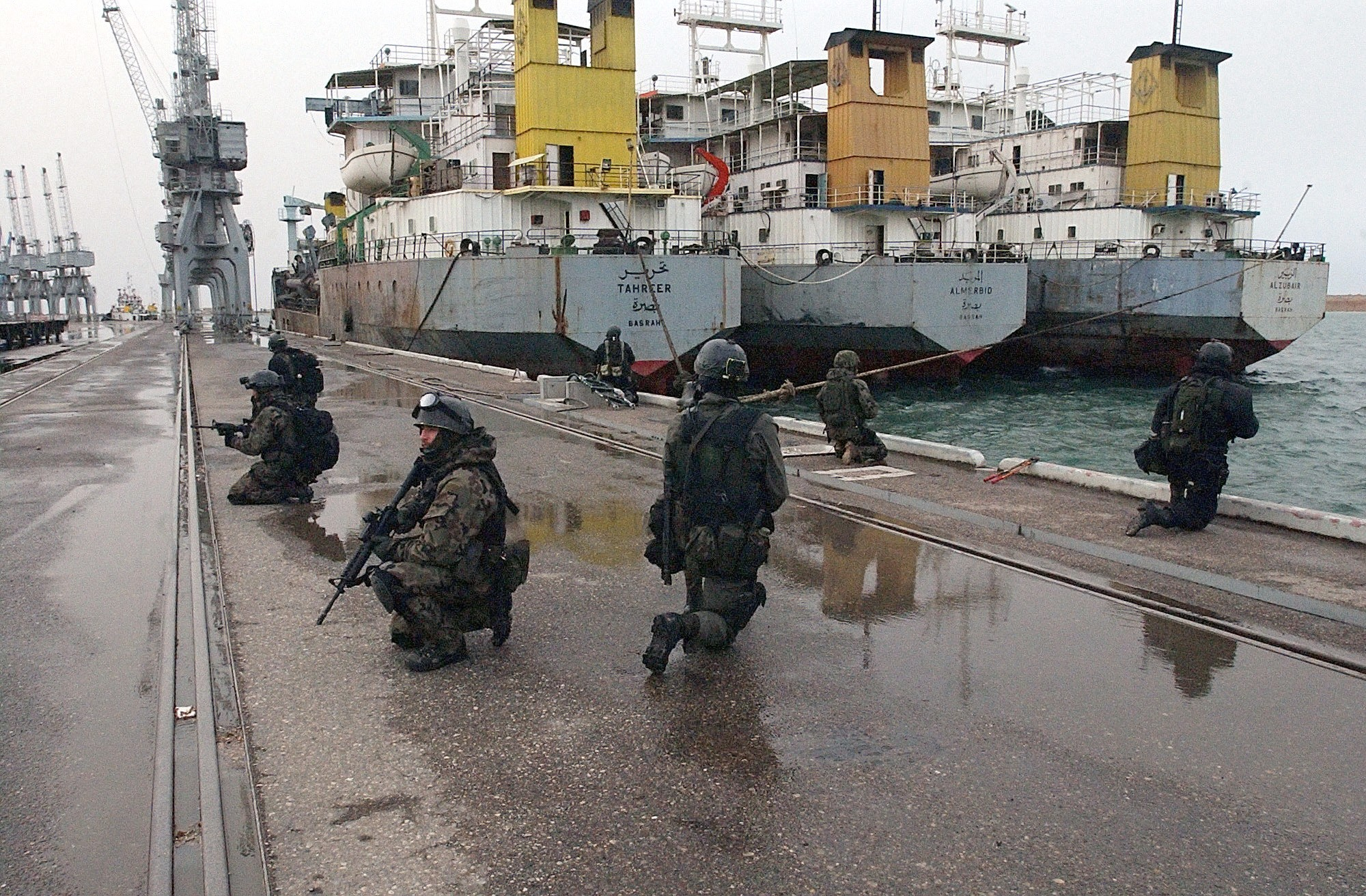
Soldats del GROM en el port d'Um Kasar, a l'Iraq. Operació Iraqi Freedom.

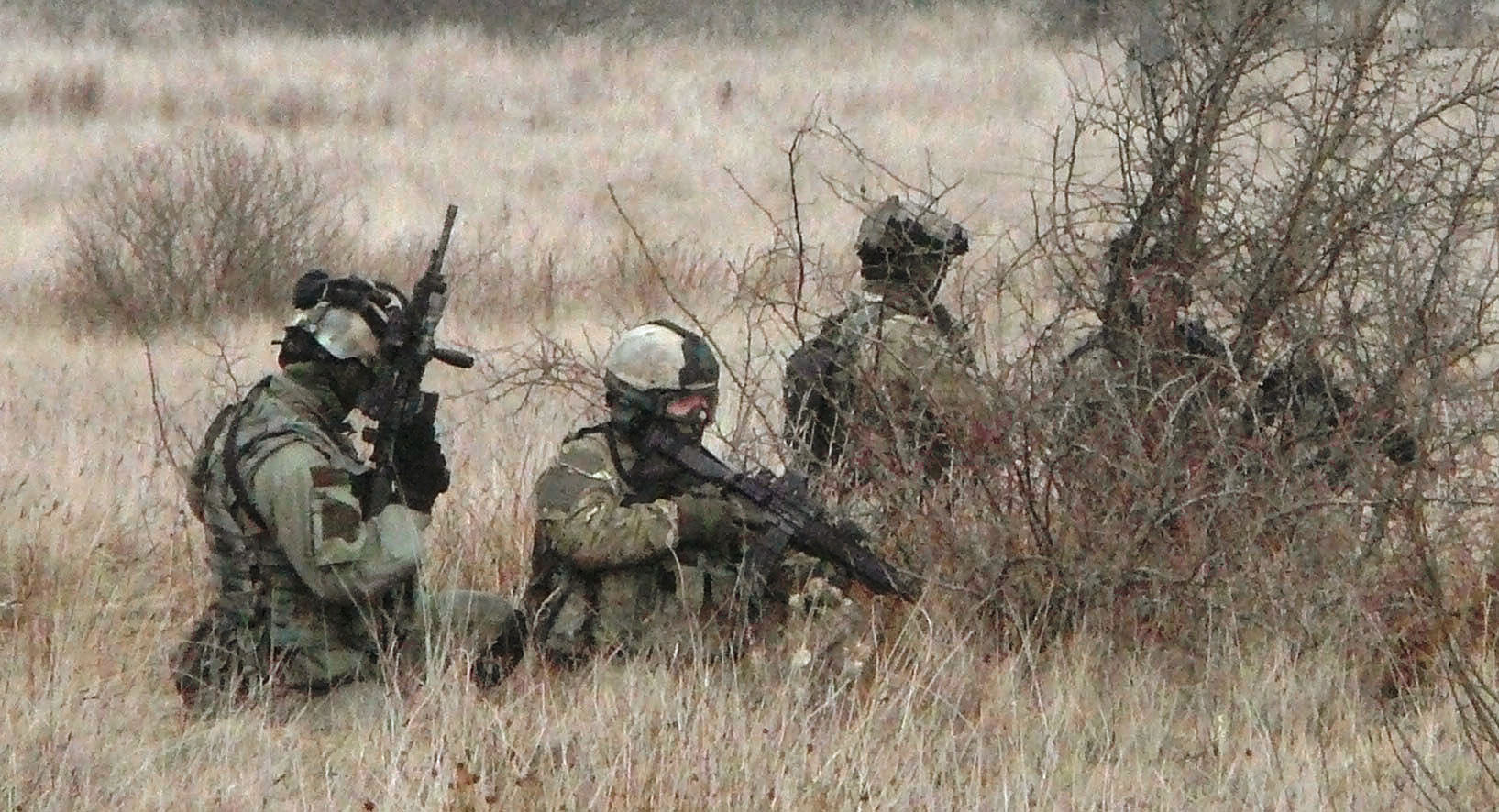
Exercici conjunt amb els SEAL nord-americans, Polònia, 2009.

- 1992. El Grom entra en estat operacional.
- 1994. Operació Uphold Democracy: aquesta és la primera missió internacional de la unitat, treballant en conjunt amb forces nord-americanes, per a la protecció de personalitats importants.
- 1996. El Grom es enviat a diverses missions durant la Guerra de Kosovo, participa en el conflicte, escortant a personalitats importants i protegint a les minories ètniques, la unitat ha de protegir les estructures estratègiques i resoldre situacions de crisis abans de l'arribada de la unitat UNTAES. Durant aquestes accions van detenir a Slavko Dokmanović, un criminal de guerra.
- 1999. El Grom és incorporat a l'estructura del Ministeri de Defensa polonès.
- 2002-2004. La unitat va realitzar operacions a Afganistan, Kirguizstan i a Kuwait com a resposta als esdeveniments de l'11 de setembre. Al març durant l'operació Enduring Freedom.
- 2003-2004. El Grom va realitzar operacions de recerca, captura i eliminació de col·laboradors de l'ex-president iraquià Saddam Hussein.
- 2007. La unitat reprèn les seves operacions a l'Afganistan.[1]

## Entrenament
Els candidats que volen formar part del GROM, han de passar uns exàmens psicològics i de resistència física, aquest procés de selecció forma part de les proves físiques i psicològiques que han de superar els voluntaris. Com a soldats de les forces especials, sovint són comparats amb el SAS, el SBS, la Delta Force, el SEAL estatunidenc, el Sayeret Matkal i el Shayetet 13 de l'Armada israeliana.
Els soldats formen grups de quatre homes, quan faci falta, cada soldat ha d'estar preparat per fer-se càrrec de la feina que realitza habitualment un dels seus companys de l'equip. Aproximadament un 75% del personal del GROM, està entrenat com a metge o paramèdic. Cada grup és recolzat per personal amb formació mèdica. Els membres del GROM han de conèixer, parlar i entendre dos idiomes estrangers.
El curs comprèn principalment tres àrees:
- Operacions terrestres: contraterrorisme, operacions encobertes, rescat d'ostatges, protecció, escorta i suport a les altres unitats.
- Operacions especials: reconeixement militar, sabotatge darrere de les línies enemigues i eliminació d'amenaces potencials.
- Operacions marítimes: combat contra els terroristes en les zones costeneres, a bord d'embarcacions i en plataformes petrolieres.
- Cursos especialitzats: en paracaigudisme militar, submarinisme, desactivació d'explosius i paramèdic de combat.

## Armament
| Fusells d'assalt        | Fusells d'assalt | Fusells d'assalt |
| Nom                     | Origen           | Imatge           |
| ----------------------- | ---------------- | ---------------- |
| Fusell d'assalt M4      | Estats Units     |                  |
| Fusell d'assalt HK G36  | Alemanya         |                  |
| Fusell d'assalt HK 416  | Alemanya         |                  |
| Fusell d'assalt FN SCAR | Bèlgica          |                  |
| Pistoles                |                  |                  |
| Pistola HK MK23         | Alemanya         |                  |
| Pistola HK USP          | Alemanya         |                  |
| Pistola FN Five-seven   | Bèlgica          |                  |
| Subfusells              |                  |                  |
| Subfusell HK MP5        | Alemanya         |                  |
| Subfusell FN P90        | Bèlgica          |                  |
| Subfusell FN F2000      | Bèlgica          |                  |
| Llançagranades          |                  |                  |
| Llançagranades M203     | Estats Units     |                  |
| Metralladores           |                  |                  |
| Metralladora FN Minimi  | Bèlgica          |                  |